# Proechimys guairae
Proechimys guairae é uma espécie de roedor da família Echimyidae.
É endêmica da Venezuela, onde pode ser encontrada a leste do Lago Maracaibo e nos pés dos Andes de Mérida. É possível que ocorra também na Colômbia.